# Ngorongoro

Ngorongoro är ett naturskyddsområde i norra Tanzania som gränsar till Serengeti nationalpark i väster och Östafrikanska riftsystemet i öster och upptar en yta på 8 094 km2. 1979 upptogs naturskyddsområdet på  Unescos världsarvslista.

## Geografi
Ngorongorokratern, som är världens största hela kaldera, har en diameter på 16–19 km (264 km2). Runt kratern finns en 400–600 meter hög kant. Kratern utgör bara en liten del av det totala naturskyddsområdet (8 094 km2). Inom området finns även Empakaaikratern.
Flera viktiga paleontologiska och arkeologiska fyndplatser finns i Ngorongoro. I Olduvairavinen har tidiga fynd av Homo habilis och Australopithecus. Laetoli där 3,6 miljoner år gamla fossila mänskliga fotspår, som är det första direkta bevisen på mänsklig upprätt gång, upptäcktes av Mary Leakey.

### Galleri

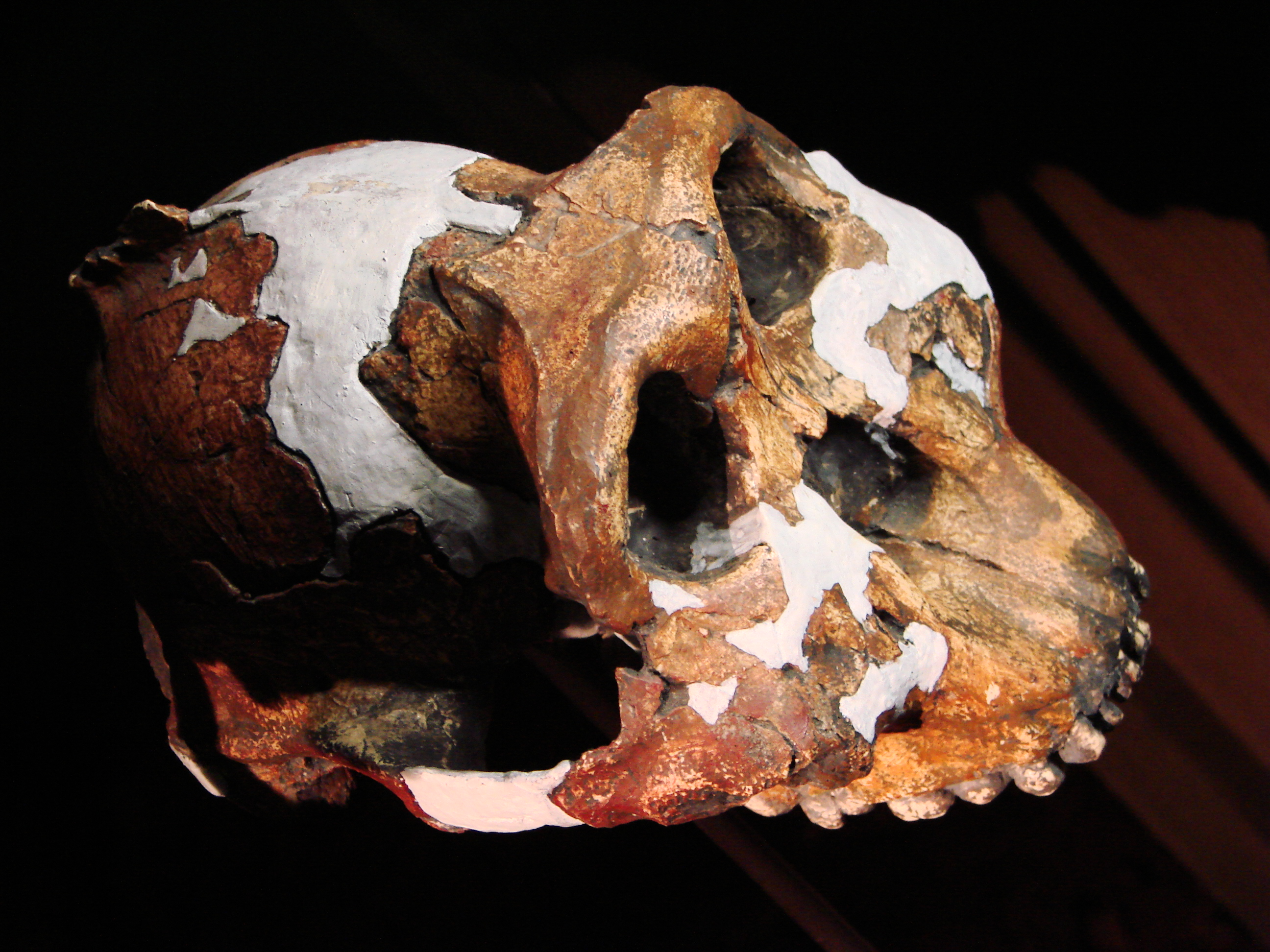
Kranium av Paranthropus boisei funnet i Olduvai
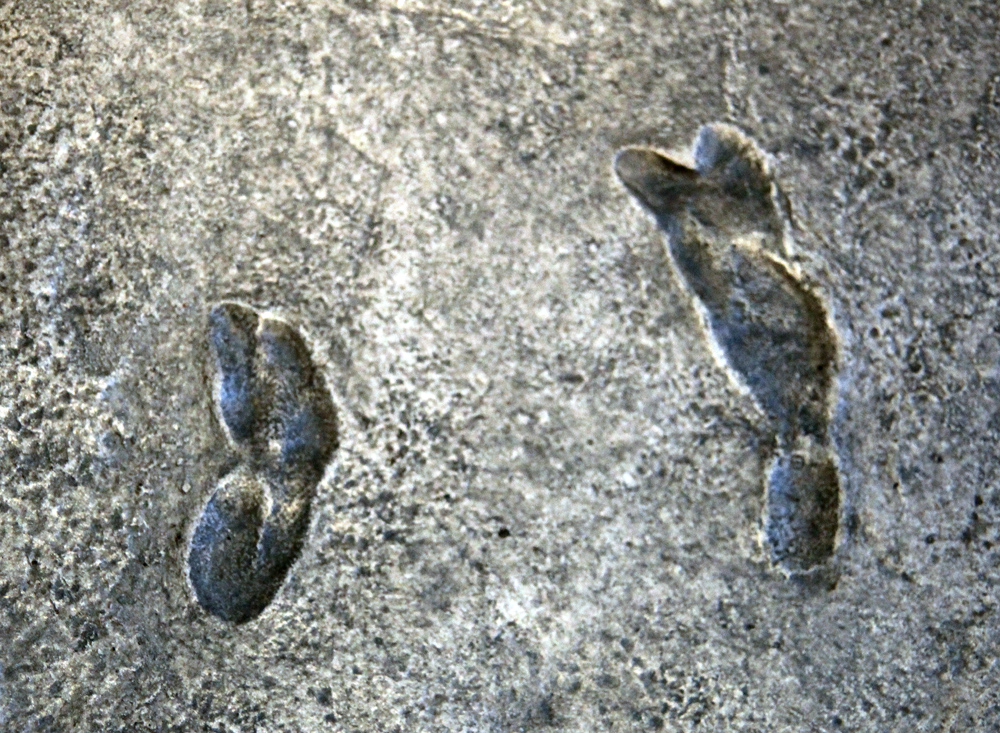
Avgjutning av fotavtrycken från Laetoli
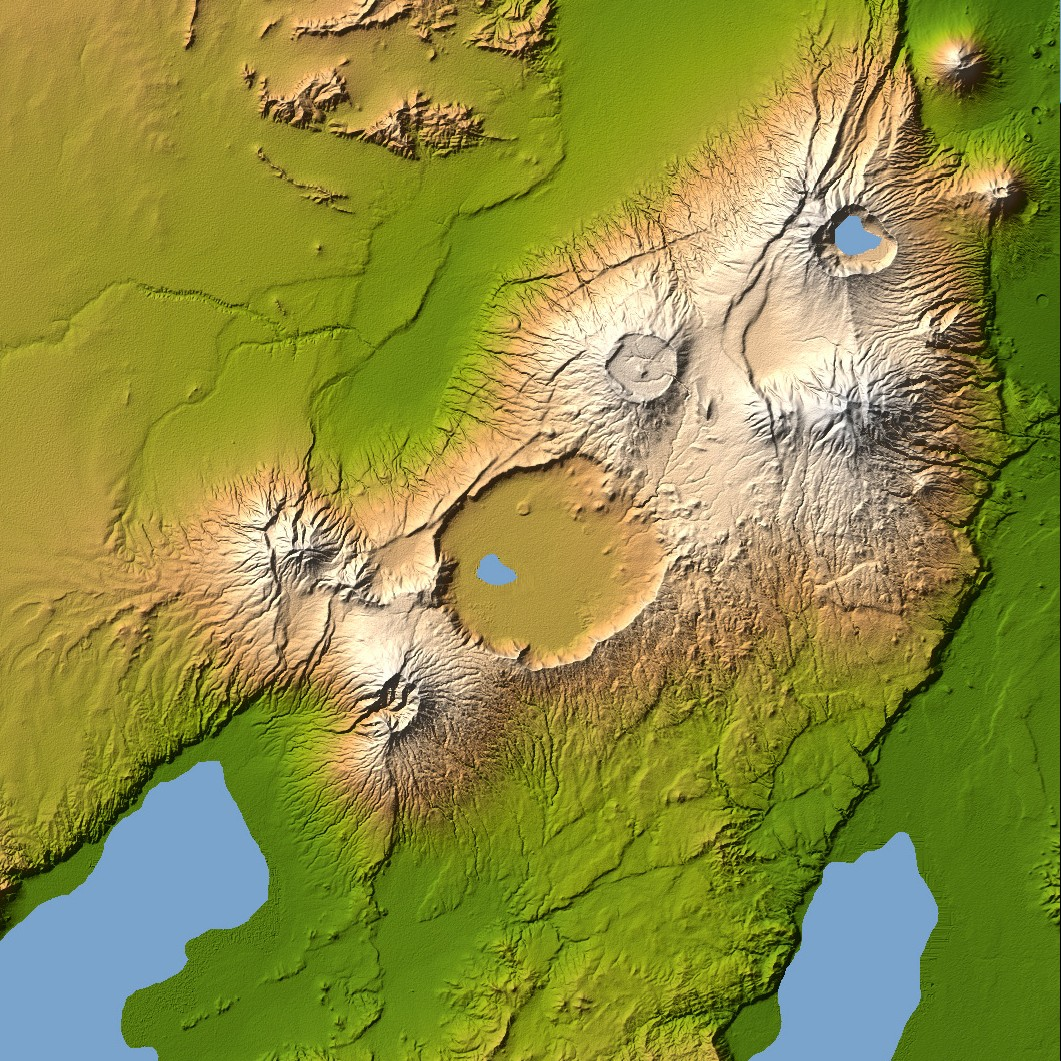
Topografisk karta över Ngorongoro
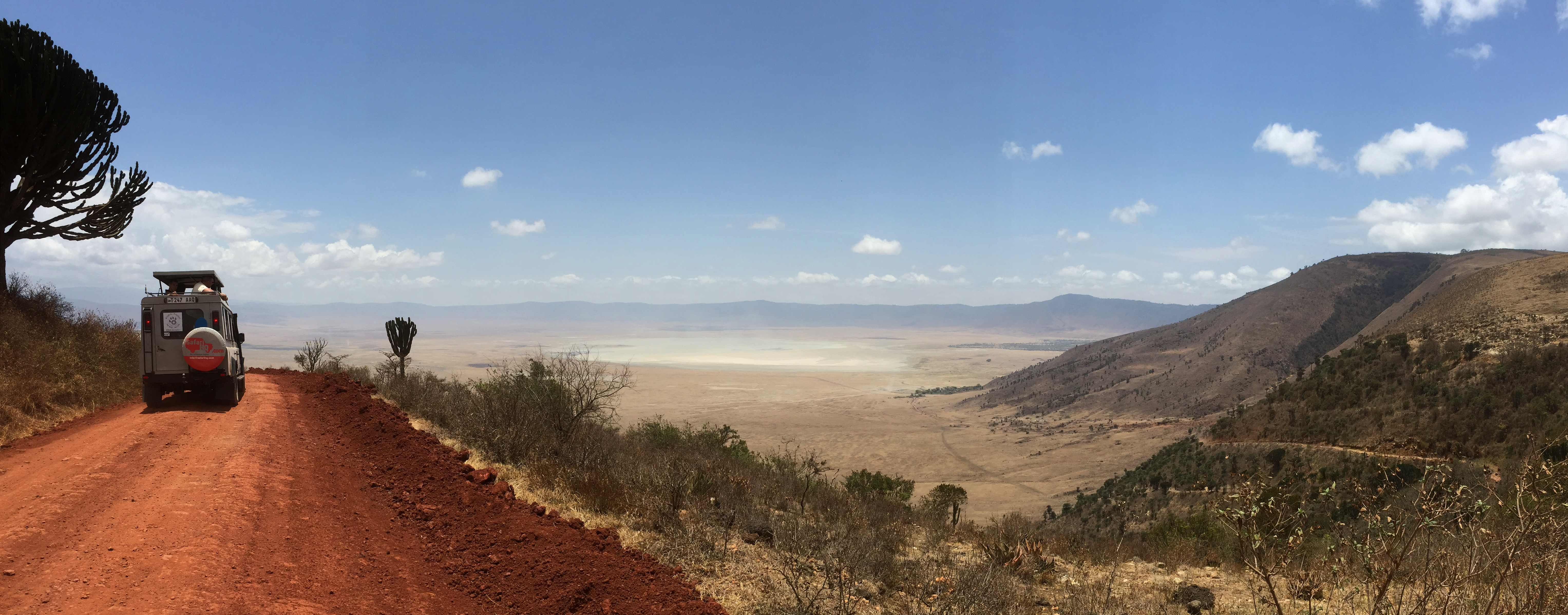
Ngorongoro-kratern från ovan

## Historia
Ngorongoro naturskyddsområde skapades 1959 genom ett avtal med massajerna som ett område separerat från Serengeti nationalpark. Massajerna fick fortsätta leva och bo i naturskyddsområdet, men fick inte tillgång till Serengeti. Massajerna ansåg sig lurade av avtalet. Nu får massajerna endast bo i en del av området. 1979 fick området världsarvsstatus.

## Djurliv
I Ngorongorokratern finns en mycket tät koncentration av djurarter där gnuer dominerar. Afrikanska bufflar, grantgaseller, thomsongaseller, zebror, vårtsvin och babianer är vanliga arter i kratern medan elefanterna stannar i skogen runt kratern medan giraffen saknas. I naturskyddsområdet finns mindre populationer av flodhästar, vattenbockar, buskbockar, rörbockar och koantiloper. På grund av den stora tillgången på bytesdjur finns även många rovdjur som hyenor, lejon, leopard och servaler. Den utrotningshotade svarta noshörningen kan ses i kratern, men antalet individer har minskat drastiskt sedan 1960-talet då det fanns drygt 100 djur.
Dessutom finns många fågelarter (350-500, uppgifterna varierar). I den sodarika Makatsjön finns både mindre och större flamingo, småsnäppor, tibetpipare, krokodilväktare, skäggtärnor, nilgäss och kapänder med flera.

### Galleri

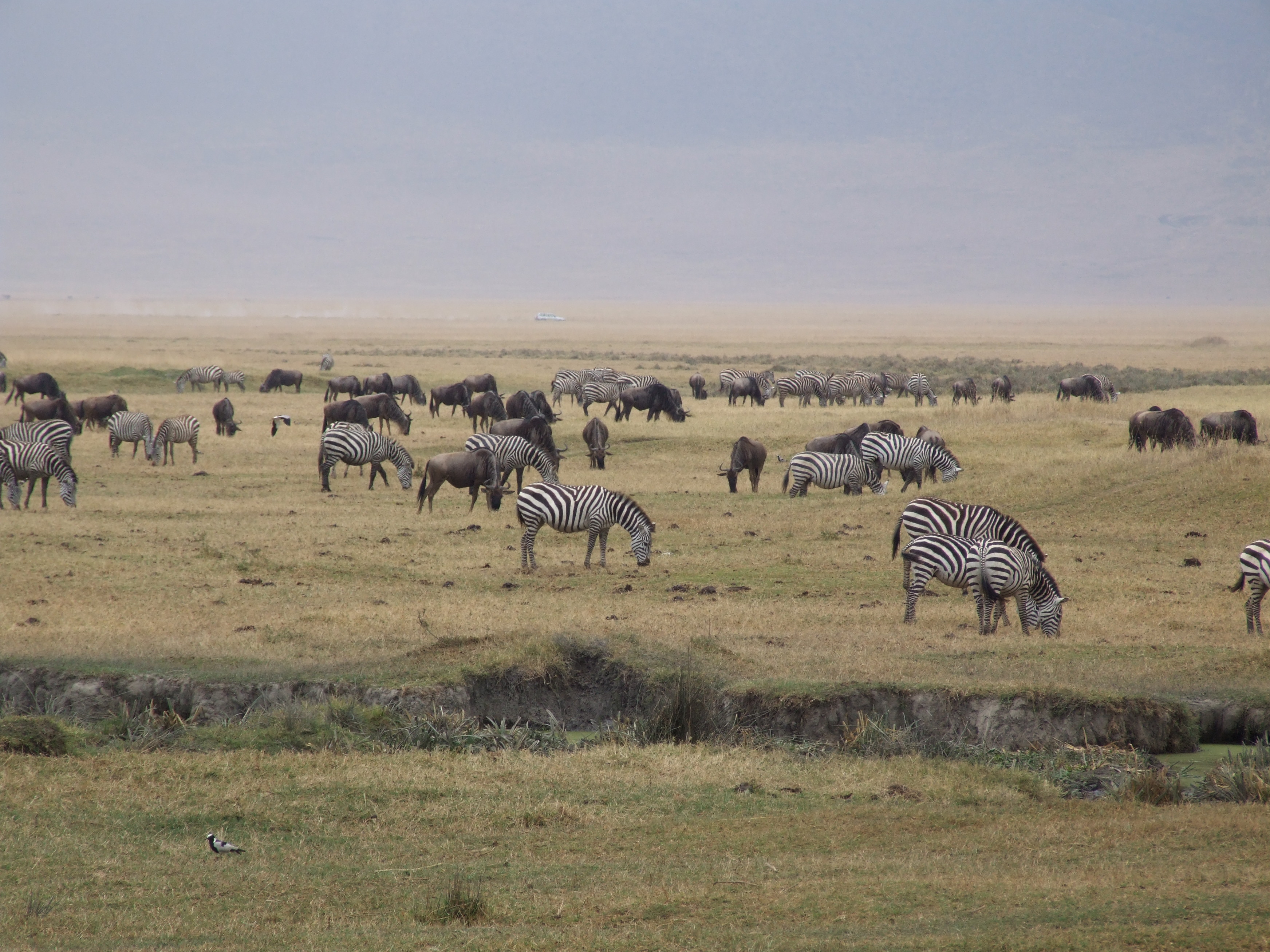
Zebra och gnu
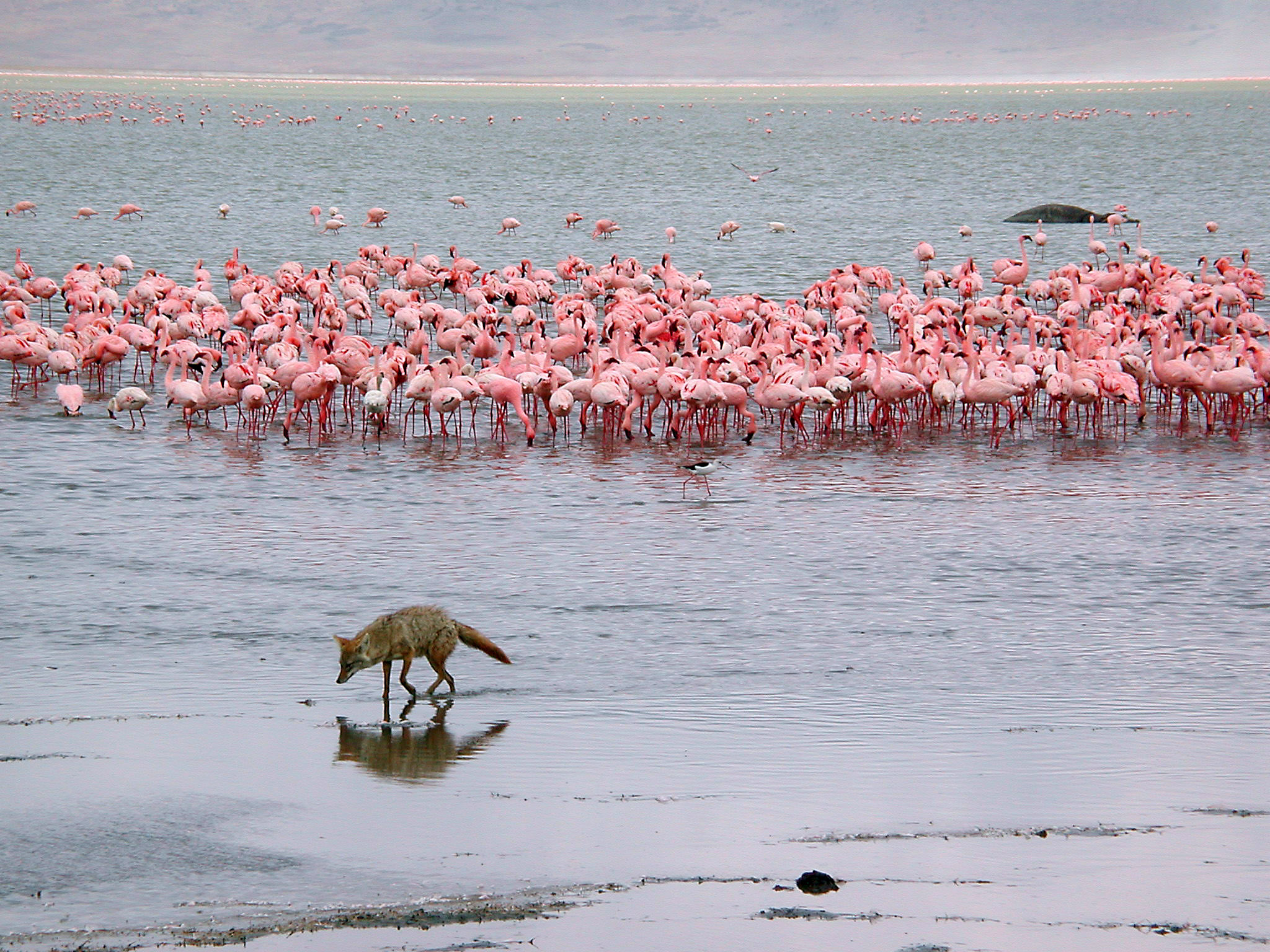
Mindre flamingo och en schakal
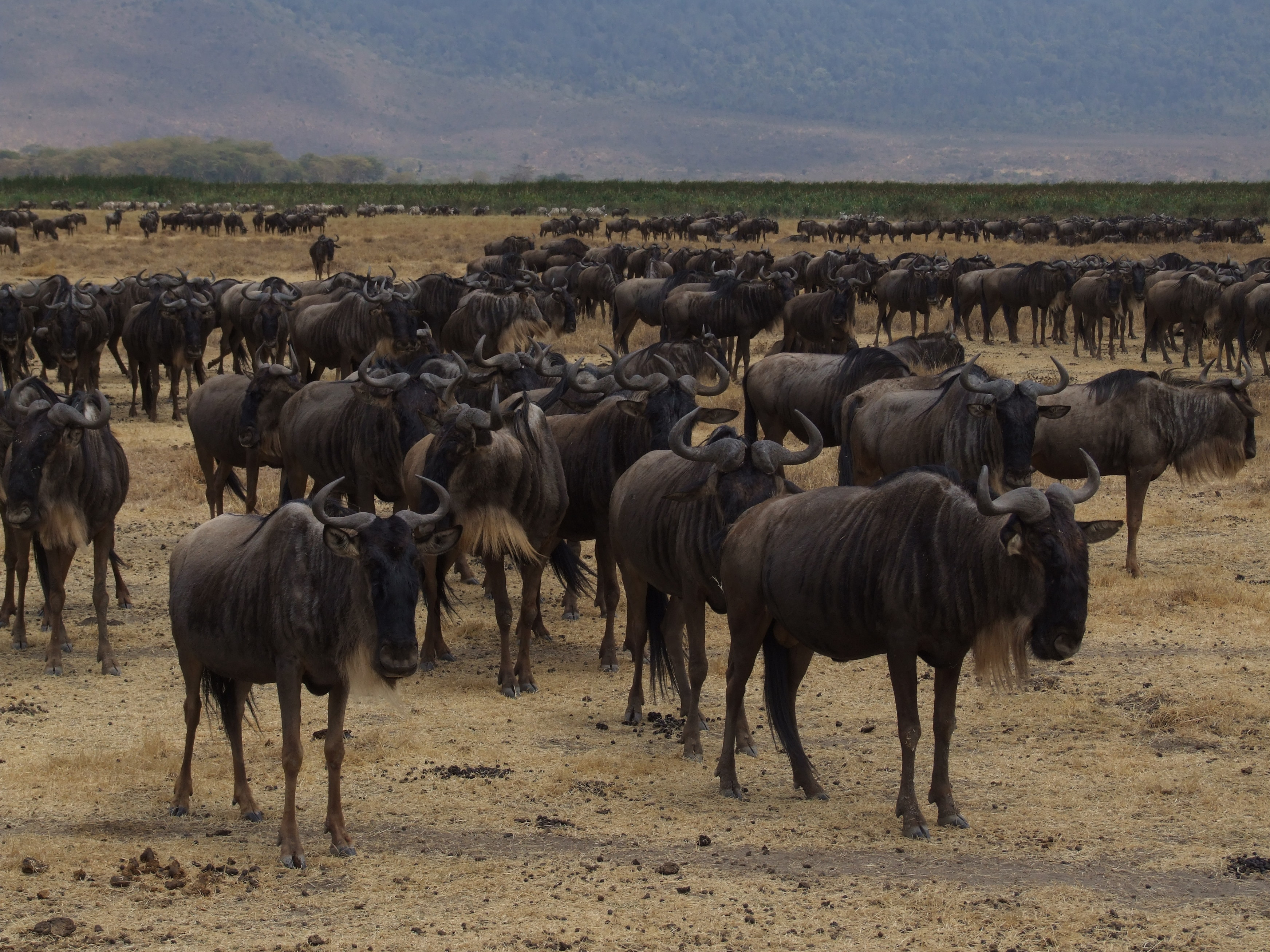
Strimmig gnu